# Argentaria
Argentaria va ser una entitat bancària pública espanyola fundada al maig de 1991. Va ser promoguda pel govern de Felipe González, que va voler crear un holding públic que agrupés les entitats llavors en mans de l'estat. Així va néixer la Corporació Bancària d'Espanya, que de seguida va canviar el seu nom, per motius desconeguts, a Argentaria, i que agrupava als bancs públics:
- Banco Exterior de España
- Caja Postal de Ahorros
- Banco Hipotecario de España
- Banco de Crédito Local
- Banco de Crédito Agrícola
- Banco de Alicante

Fou presidida per Francisco Luzón que posteriorment fou substituït per Francisco González.
Va ser progressivament privatitzada entre 1993 i 1998 fins que el 19 d'octubre de 1999, es va fusionar amb el Banco Bilbao Vizcaya (BBV) i altres entitats menors que pertanyien al grup (com el Banc d'Alacant, el Banco del Comercio o la Banca Catalana), donant origen a l'actual Banco Bilbao Vizcaya Argentaria (BBVA). Després de la fusió, Emilio Ybarra Churruca (BBV) i Francisco González (Argentaria), es van convertir en copresidents de la nova entitat.